# Tatiana Afanásieva
Tatiana Alekséyevna Afanásieva —en ruso, Татья́на Алексе́евна Афана́сьева— (Kiev, 19 de noviembre de 1876-Leiden, 14 de abril de 1964), también conocida como Tatiana Ehrenfest-Afanaseva, fue una matemática y física ruso-neerlandesa que realizó contribuciones al campo de la mecánica estadística y la termodinámica estadística. El 21 de diciembre de 1904, se casó con el físico austriaco Paul Ehrenfest (1880-1933). Tuvieron dos hijas y dos hijos, de los cuales una hija, Tatyana Pavlovna Ehrenfest, también fue matemática.

## Primeros años
Afanásieva nació en Kiev, Ucrania, entonces parte del Imperio ruso. Su padre era Aleksánder Afanásiev, un ingeniero jefe del ferrocarril imperial, que llevaría a Tatiana a sus viajes alrededor del Imperio Ruso. Su padre murió cuando aún era niña, así que se trasladó a San Petersburgo, en Rusia, para vivir con su tía Sonia y su tío Píter Afanásiev, profesor del Universidad Politécnica de San Petersburgo.
Tatiana asistió a la escuela normal en San Petersburgo con especialidad en matemáticas y ciencia. En aquel tiempo, a las mujeres no se les permitía asistir a las universidades en territorio ruso, así que tras graduarse de la escuela normal, Tatiana empezó a estudiar matemáticas y física en la Universidad de Mujeres de San Petersburgo bajo la dirección de Orest Jvolson. En 1902, pasó a la Universidad de Gotinga en Alemania, donde continuó sus estudios con Felix Klein y David Hilbert.
En la Universidad de Gotinga, Tatiana conoció a Paul Ehrenfest. Cuando Ehrenfest descubrió que Tatiana no podía asistir a una reunión del club de matemáticas, discutió con la escuela para que se cambiara la norma. Se desarrolló una amistad entre los dos, se casaron en 1904 y volvieron a San Petersburgo en 1907. Bajo la ley rusa, no se permitía el matrimonio entre dos personas de diferentes religiones. Como Afanásieva era ortodoxa y Ehrenfest era judío, ambos decidieron renunciar oficialmente a sus religiones para permanecer casados.
En 1912 se trasladaron a Leiden en los Países Bajos, donde Ehrenfest fue elegido para suceder a Hendrik Antoon Lorentz como profesor en la Universidad de Leiden, y donde la pareja vivió durante su carrera.

## Trabajo en matemáticas
Afanásieva colaboró de forma cercana con su marido, remarcablemente en la revisión clásica de la mecánica estadística de Boltzmann. Los fundamentos conceptuales de la aproximación estadística en mecánica, de Paul y Tatiana Ehrenfest, fue publicado originalmente para la Enciclopedia de ciencias matemáticas alemana y desde entonces ha sido ampliamente traducido y republicado.
Publicó muchos artículos en varios temas como aleatoriedad y entropía, y enseñó geometría a niños.